# Apalachicola
Apalachicola är administrativ huvudort i Franklin County i den amerikanska delstaten Florida. Orten hette ursprungligen Cottonton. Namnbytet till West Point skedde 1828 och till Apalachicola 1831. Timmerindustrin blev en viktig näring för området före amerikanska inbördeskriget och dess blomstringstid i Apalachicola fortsatte till 1920-talet.